# Lexzau, Scharbau

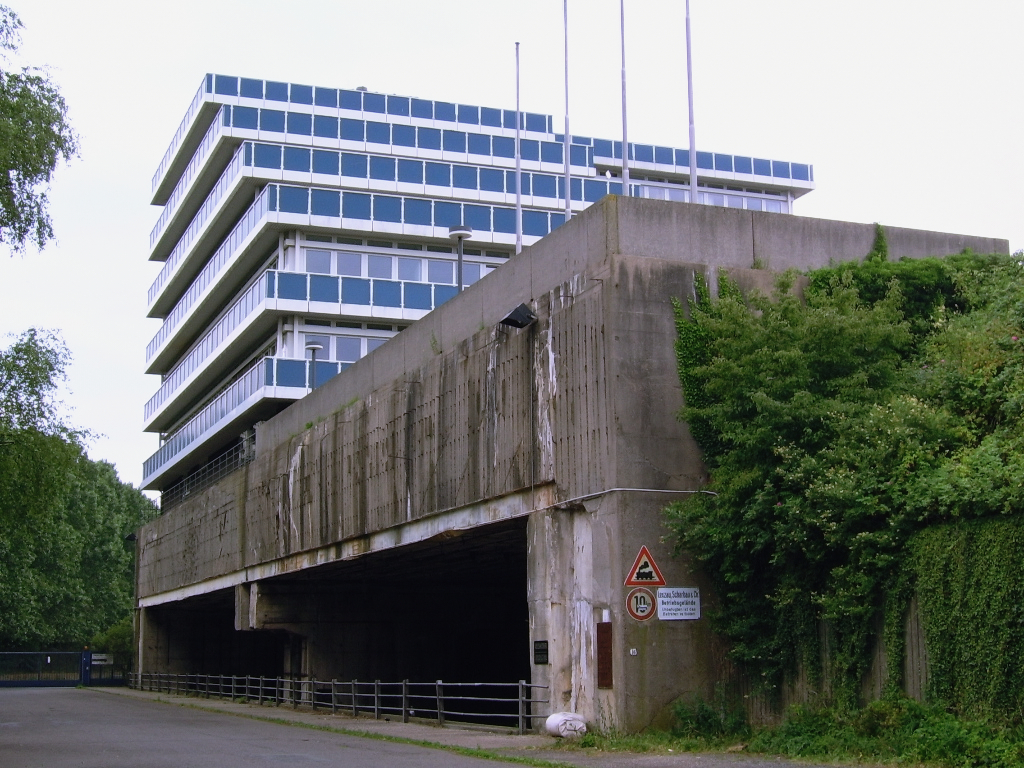
Bürogebäude der Firmenzentrale in Bremen-Häfen

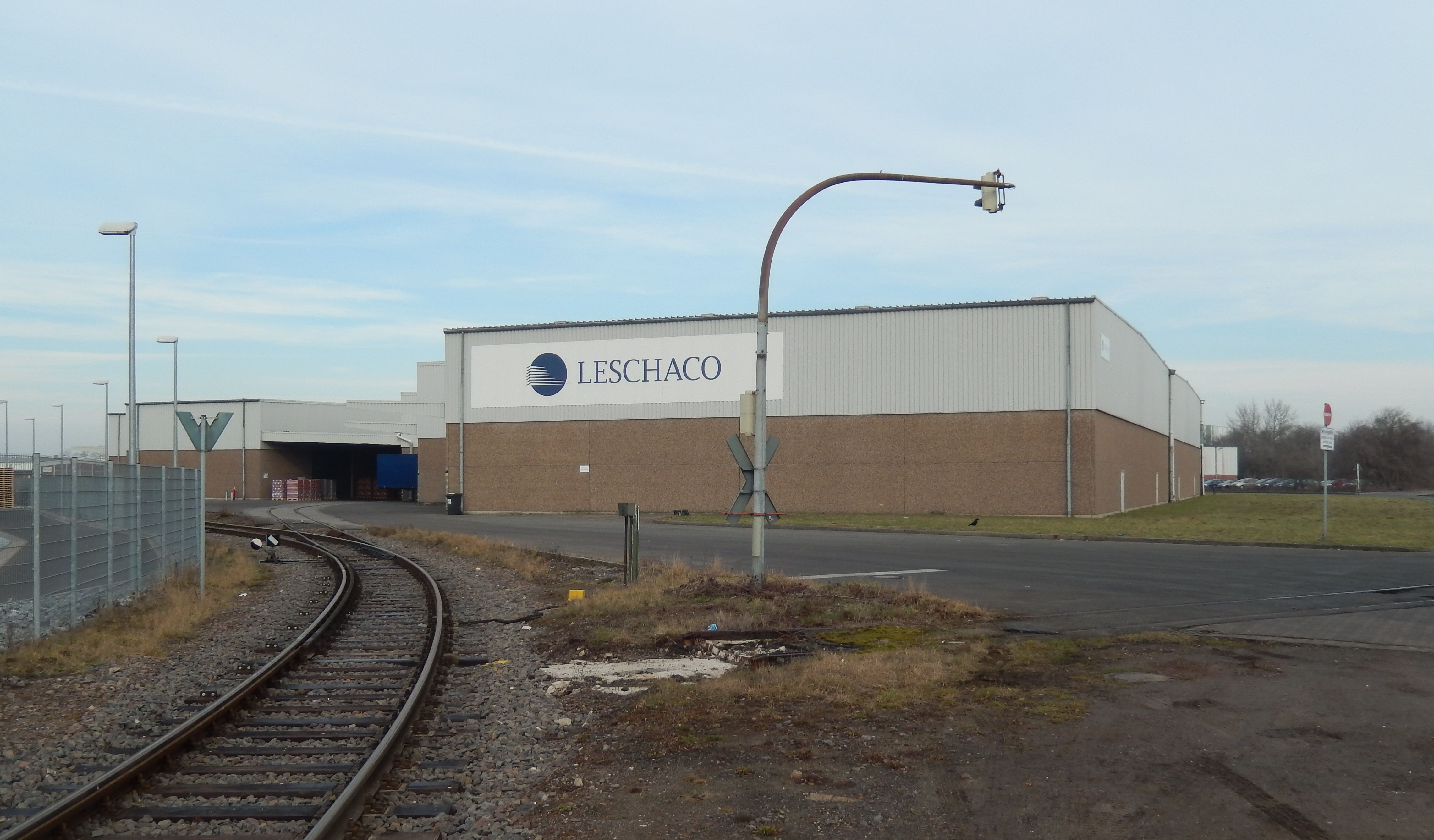
Lagerhalle LESCHACO in Minden

Die Lexzau, Scharbau GmbH & Co. KG ist ein 1879 in Hamburg gegründetes Logistikunternehmen, das heute seinen Hauptsitz in Bremen hat. Das internationale Unternehmen tritt öffentlich unter der Marke LESCHACO auf und ist nach der BLG Logistics Group das zweitgrößte Automobil-Umschlagsunternehmen in Deutschland.
Lexzau, Scharbau ist die Muttergesellschaft der Leschaco Gruppe.

## Geschichte
Wilhelm Lexzau und Julius Scharbau gründeten 1879 in Hamburg das Unternehmen Lexzau, Scharbau. 1898 erfolgte die Eröffnung eines Bremer Büros unter der Leitung von Friedrich August Meyer, der 1919 zum Teilhaber des Unternehmens wurde. F. A. Meyer machte wiederum 1935 seine beiden Söhne Julius und Hans zu Teilhabern.
Die Firma war von Beginn an auf allen Gebieten der Spedition tätig, wobei in Bremen der Schwerpunkt auf dem Massengutsektor lag. In Hamburg entstanden schon um die Wende zum 20. Jahrhundert Geschäftsbeziehungen mit der chemischen Industrie.
Nach dem Zweiten Weltkrieg wurde 1946 das erste Büro in Bremen am Bremer Domshof eröffnet. Nach mehreren Umzügen innerhalb Bremens bezog das Unternehmen 1969 ein neues Verwaltungsgebäude in der Kap-Horn-Straße, auf einer Landzunge zwischen der Weser und dem Hafenkanal A der Bremer Industriehäfen.
Das nach den Plänen des Bremer Architekten Gerhard Müller-Menckens erstellte Bürogebäude weist Besonderheiten auf: Das gesamte Gebäude erinnert an eine Schiffsbrücke, da die Bürogeschosse wie Schiffsaufbauten emporragen. Den Rumpf des Schiffes bildet das Dach des während der NS-Zeit gebauten und nicht mehr fertiggestellten U-Boot-Bunkers Hornisse. Die L-Form der Unternehmenszentrale bildet in stilisierter Form die Basis des Leschaco Logos.
Lexzau, Scharbau agierte im Bereich der Verkehrswirtschaft mit großer Innovationsbereitschaft. So investierte das Unternehmen ab Beginn der 1960er-Jahre in Aufbau und fortlaufende Entwicklung einer firmeneigenen Datenverarbeitungsanlage, die heute zu einem umfassenden Daten- und Informationssystem und einer cloudbasierten IT-Infrastruktur weiterentwickelt wurde. Darüber hinaus entwickelte das Unternehmen eine Gefahrgutdatenbank in der 20.000 Gefahrgutstoffe aufgelistet sind. Des Weiteren übernahm Lexzau, Scharbau 1971 die Speditionsfirma Hagens, Anthony & Co., mit der es im Luftfrachtbereich tätig wurde. Dieses Unternehmen firmiert seit Mitte des Jahres 1994 unter dem Namen Leschaco Aircargo GmbH. Ab Ende der 1970er-Jahre bis heute wuchs das Unternehmen aufgrund der Auslandsexpansion international.
Der Unternehmer Herbert Conrad wurde 1959 Teilhaber und 1970 alleiniger Inhaber in Bremen. In der Nachfolge war ab 1992 dessen Sohn Jörg Conrad alleiniger Gesellschafter der Leschaco Unternehmensgruppe. Im August 2021 übertrug Jörg Conrad die Mehrheitsanteile an der Leschaco Gruppe seinen Kindern Constantin Conrad und Charlotte Palermo. Gleichzeitig wurde Constantin Conrad zum alleinvertretungsberechtigten Geschäftsführer. Nach dem Tod von Jörg Conrad im Oktober 2022 übernahm Constantin Conrad die Rolle als Chief Executive Officer (CEO). Zum 1. April 2023 wurde Nils Fahrenholz zum Incoming COO und Steffen Küpper zum Chief People and Culture Office benannt. Zum 1. Juni 2023 übernahm Ulrich Steenken die Position des Chief Financial Officers (CFO). David Williams komplettierte am 1. November 2024 als Chief Product Officer den Vorstand.

## Das Unternehmen
Das Logistikunternehmen Lexzau, Scharbau wird in der Rechtsform einer GmbH & Co. KG geführt und von Constantin Conrad als alleinvertretungsberechtigtem Geschäftsführer und Gesellschafter geleitet.
Lexzau, Scharbau GmbH & Co. KG, die Muttergesellschaft der inzwischen weitverzweigten Leschaco Unternehmensgruppe, hat ihren Hauptsitz in Bremen.
Zu den weiteren deutschen Gesellschaften zählen neben einer Niederlassung in Hamburg die Gesellschaften Leschaco Airfreight GmbH in Frankfurt am Main und Leschaco Solutions Bremen GmbH in Bremen, das eigene Versicherungsunternehmen Anker Assekuranz GmbH, die AC Container Line GmbH und Anlog Logistics GmbH, alle drei mit Sitz in Bremen sowie die Anker Schiffahrts-Gesellschaft mbH, ein Seehafenumschlags- und Terminalbetrieb im Emder Außenhafen.
Die Unternehmensgruppe unterhält ein internationales Netzwerk in über 24 Ländern und ist neben Deutschland vertreten in Belgien, Brasilien, China, Chile, Frankreich, Hongkong, Indien, Indonesien, Japan, Kolumbien, Spanien, Südkorea, Malaysia, Mexiko, Niederlande, Peru, Singapur, Südafrika, Schweiz, Thailand, Vereinigte Arabische Emirate, USA und Vietnam.
Die Unternehmensgruppe beschäftigt insgesamt ca. 4.000 Mitarbeitende und zählt mit 500.000 TEU Seefrachtvolumen zu den zehn größten Anbietern in Deutschland.

## Geschäftsfelder

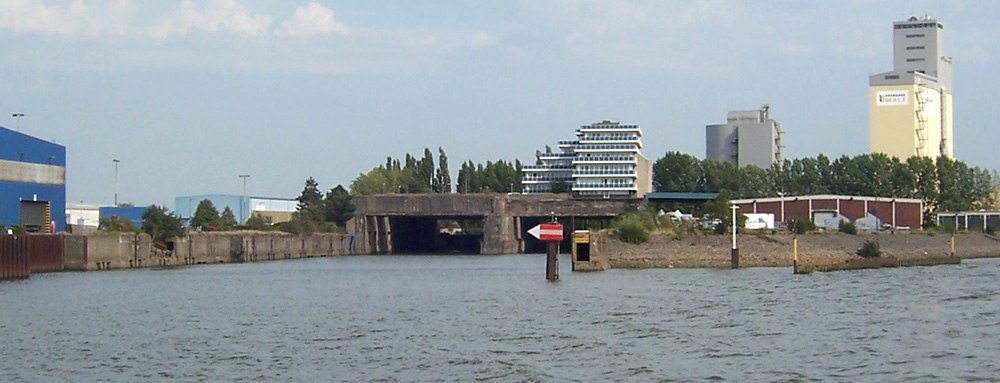
Blick von der Weser auf die Einfahrt zum U-Boot-Bunker, mittig die Bremer Firmenzentrale von Lexzau, Scharbau

Die Leschaco Gruppe ist als Dienstleistungsunternehmen in der Logistikbranche weltweit tätig und erbringt unter anderem Leistungen im Bereich Seefracht (FCL, LCL, Projekte, Spezial-Equipment), Gefahrguttransport, Luftfracht, Tankcontainer, Kontraktlogistik, LLP- & 4PL-Lösungen, Transportlösungen per Bahn nach Asien/China sowie multimodale Verkehre im Binnenland.
Zu den Auftraggebern der Leschaco Gruppe zählen Unternehmen aus den Industriesegmenten Anlagen- und Maschinenbau, Automotive, Chemie und chemienahe Industrien, Konsumgüter sowie Pharma.
Während Herbert Conrad in den 1960er-Jahren vom Bremer Industriehafen aus die ersten VW-Käfer in die USA verschiffte, werden die Fahrzeuge heute von Anker Schifffahrt über Emden umgeschlagen. 2014 verschiffte das Unternehmen gemeinsam mit Partnerfirmen dort 1,31 Mio. Fahrzeuge. Der Emder Hafen ist nach denjenigen in Bremerhaven und Zeebrügge der drittgrößte Autoverladehafen Europas.